# Boulengerella lucius
Boulengerella lucius är en fiskart som först beskrevs av Cuvier, 1816.  Boulengerella lucius ingår i släktet Boulengerella och familjen Ctenoluciidae. Inga underarter finns listade.